# Allogomtiotrema
Allogomtiotrema (Syn. Gomtiotrema) ist eine Gattung der Saugwürmer die im Darm von Welsartigen und Stachelaalen parasitieren.

## Merkmale
Der Körper ist länglich und ohne Dornen. Der Mundsaugnapf ist groß und liegt auf der Unterseite hinter dem Kopfende (subterminal). Der gut entwickelte Bauchsaugnapf liegt vor dem Äquator. Der Pharynx ist klein, der Ösophagus weit und mit einer einzelnen oder doppelten Tasche am Ende. Die Darmgabel liegt nahe dem Pharynx, die beiden Blinddärme sind erweitert und enden nahe dem Hinterende. Die beiden Hoden liegen symmetrisch oder diagonal in der hinteren Körperhälfte hinter dem Ovar. Das Samenbläschen ist röhren- oder sackartig und ist vor dem Bauchsaugnapf lokalisiert. Die Geschlechtsöffnung hat einen zirkulären Schließmuskel und liegt in der Mitte zwischen Ösophagussack und Bauchsaugnapf. Der Eierstock ist klein und liegt weit hinter dem Bauchsaugnapf, Receptaculum seminis und Laurer-Kanal sind vorhanden. Der Uterus liegt zwischen Ovar und Geschlechtsöffnung. Die Dotterstöcke liegen hinter der Mitte und können bis zum Körperende reichen. Das Exkretionsbläschen ist Y-förmig, mit einem langen Stamm, der sich hinter dem Ovar aufspaltet. Die Exkretionspore liegt terminal oder subterminal.

## Arten
Zur Gattung gehören vier Arten:
- Allogomtiotrema armati
- Allogomtiotrema attu
- Allogomtiotrema gwaliorensis
- Allogomtiotrema indicusi